# شورای ملی سوریه
شورای ملی سوریه (به عربی: المجلس الوطني السوري)، یا شورای ملی انتقالی سوریه از گروه‌های اصلی مخالف دولت سوریه است و هدف خود را براندازی دولت حاکم در سوریه (دولت بشار اسد) قرار داده است. این گروه که در جریان جنگ داخلی سوریه و به واسطهٔ نشست‌های گروه‌های مخالف، در استانبول ترکیه در سال ۲۰۱۱ تأسیس گردید، بیش‌تر متشکل از تبعیدیان سوریه است. شورای ملی سوریه روابط و همکاری بسیار نزدیکی با ارتش آزاد سوریه دارد.

## تاریخچه
به دنبال شروع و تأثیرات بهار عربی، معترضان و مخالفان حکومت بشار اسد تلاش‌های فراوانی را برای ایجاد ائتلاف‌های فراگیر و تشکیل کنفرانس‌هایی به منظور متحد و یک‌پارچه کردن مبارزاتشان علیه حکومت کنونی سوریه آغاز کردند. یکی از این کنفرانس‌ها منجر به تشکیل شورای ملی سوریه در استانبول ترکیه، در سال ۲۰۱۱ گردید. این گروه هدف خود در منشور وفاق ملی سوریه: 
«متحد کردن دیگر گروه‌های اپوزیسیون و طرفداران انقلاب مسالمت‌آمیز، بیان نگرانی‌ها و خواست‌های مردم سوریه، رعایت حقوق بشر، استقلال دستگاه قضایی، آزادی مطبوعات، دموکراسی و تکثرگرایی بیان کرده است.»
یاسر تبارا، سخنگوی شورای ملی سوریه، اعضای فعال گروه را ‎۱۱۵–۱۲۰ نفر از تمامی گروه‌های گوناگون مخالف رژیم سوریه اعلام کرده است. هم‌اکنون به دلایل امنیتی فقط نام ۷۱ نفر از اعضای شورای ملی به‌طور کامل معلوم شده است.

## اعضا

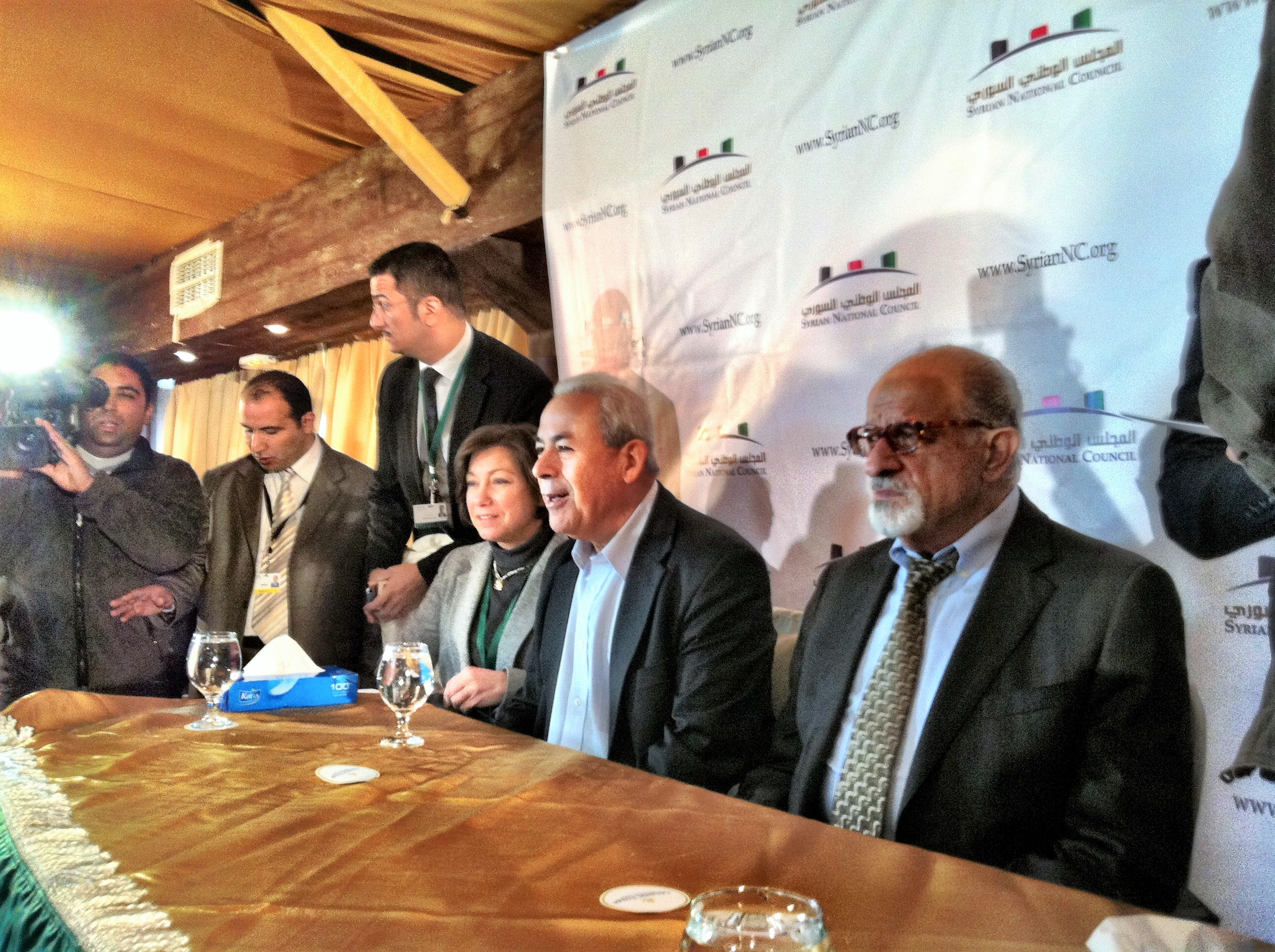
بسمه قضمانی، برهان غلیون و حاتم المالح در نخستین نشت کنگره شورای ملی سوریه در تونس، ۱۹ دسامبر ۲۰۱۱

ترکیب شورای ملی سوریه را گروه‌های مختلفی نظیر اعضای تبعید شدهٔ گروه اخوان‌المسلمین، اعلامیه دمشق برای تغییرات دموکراتیک، کمیته هماهنگ محلی، کمسیون انقلاب سوریه، احزاب کرد، رهبران طوایف و قبایل و نیروهای مستقل شکل داده است. برهان غلیون از اصلی‌ترین اعضای شورا است و در سپتامبر ۲۰۱۱ به عنوان رئیس شورای ملی مخالفان سوریه برگزیده شد. چهرهٔ غالب این گروه متشکل از افراد غیرنظامی و تبعیدیان سوریه که برخی از آن‌ها سال‌های متمادی در غرب سکونت کرده‌اند، است. هم‌اکنون شورای ملی سوریه مدعی است نمایان‌گر ۶۰٪ گروه‌های مخالف بشار اسد می‌باشد. شورا به دنبال اتحاد هر چه بیش‌تر حامیانش در سوریه و جذب اعضای فعال بیش‌تری در داخل سوریه است.

هر چند شورای ملی سوریه یک ائتلاف فراگیر از اپوزیسیون سوریه است اما تاکنون عملکردش با انتقاد یکی دیگر از گروه‌های اصلی مخالف بشار اسد، کمیته هماهنگ ملی برای تغییرات دمکراتیک که اکثراً اعضایش از سکولارهای چپ، گروه‌های ناسیونالیست و احزاب کرد، گرد هم آمده‌اند، مواجه شده است.
در تاریخ ۱۰ ژوئن ۲۰۱۲ میلادی، اعضای شورای ملی سوریه در نشستی در ترکیه، عبدالباسط سیدا از فعالین سیاسی کُردتبار سوریه را به عنوان رهبر جدید خود انتخاب کردند.

## حمایت و شناسایی
شورای ملی سوریه از کشورهای غربی و سازمان‌های بین‌المللی خواسته است که این گروه را نه به عنوان نقش یک دولت در تبعید، بلکه به عنوان یک گروه مستقل به رسمیت بشناسند. هم‌اینک تا ژانویهٔ ۲۰۱۲، شورای ملی سوریه توسط ۱۲ عضو سازمان ملل متحد که ۲ عضو از این تعداد از کشورهای دائم عضو شورای امنیت (ایالات متحده آمریکا و فرانسه)، ۲ سازمان بین‌المللی (اتحادیه اروپا و اتحادیه عرب) و شورای ملی انتقالی لیبی مورد شناسایی بین‌المللی قرار گرفته است. بلژیک، کانادا، آلمان، ایتالیا، هلند و ترکیه هنوز به صورت رسمی شورای ملی سوریه را به رسمیت نشناخته‌اند. در ۱ آوریل ۲۰۱۲ کشورهای شرکت‌کننده در دومین نشت دوستان مردم سوریه (بیش از ۸۰ کشور جهان) این شورا را به عنوان نمایندهٔ قانونی مردم سوریه به رسمیت شناختند.